# Огарёв Арена
«Огарёв Арена» (до 2023 года — «Саранск Арена») — многофункциональная арена в Саранске, столице республики Мордовия. Построена в 2021 году. Имеет 2 яруса. Вмещает 7800 зрителей.

## История
Изначально «Саранск Арена» была заложена в 2011 году, а построена только в 2021 году. 25 декабря 2021 года арена была открыта. 1 ноября 2022 года объект стал структурным подразделением МГУ им. Н. П. Огарёва. 3 апреля 2023 года в народном голосовании в социальных сетях было выбрано новое названия для Арены — теперь здание носит название «Огарёв Арена».

## Спортивные мероприятия
- Первенство России по фигурному катанию среди юниоров 2022